# 迦納帝國
迦納帝國，又称瓦加杜（阿拉伯语：غانا），是西非的一个古代国家，中心約在尼日河中上游地區。“加纳”是其统治者的称号。迦納帝國的強盛時期約在9世紀－11世紀，統治著撒哈拉沙漠以南的西非地區，包含毛里塔尼亞東南部和馬里西部。前1500年，這區域便已有結構複雜的社會組織，在帝國中心區域，類似的社會結構出現於西元三百年。因為關於迦納帝國的第一筆記錄已是在帝國晚期，關於迦納帝國的統治王朝的確切時間從何時興起不得而知，不過學者普遍認為是在八世紀附近。該帝國在花剌子密的著作中首次被提及。該帝國已懂得馴養駱駝的技術，時間早於穆斯林，由此逐漸對當時的商業活動產生影響。利用駱駝運輸，商人們大規模地向北方和東方拓展活動範圍，所及達到北非、中東及歐洲等人口稠密的區域。
由於帝國本身並沒有出產重要的資源，卻掌握重要地理位置，使得商人在進行跨撒哈拉貿易之前必須停留在該地計畫，帝國得以壟斷貿易。橫跨撒哈拉沙漠的商業活動為帝國帶來巨大的貿易順差，主要是輸出黃金、奴隸，輔以象牙、鴕鳥羽、皮革，主要輸入食鹽、工藝品，輔以棗椰、雜色玻璃珠（aggrey beads）。迅速增長的財富使得城市中心得以擴張，同時也導致了領土擴張，以控制那些利潤高昂的貿易路線。
關於該帝國的文字記載首見於阿拉伯文獻。穆斯林征服北非以後，地理學者開始整理編輯各種資料，內容包含當時（西元800年）伊斯蘭教徒已知的世界。儘管穆斯林學者們確實描述了迦納帝國的位置，並且提及其商業關係，但所記載的社會、政府和文化與其實際帝國情況並不相符。一位名為Al-Bakri的學者曾對帝國有詳細的描述，但其資料來源是旅人們的口述故事。他宣稱迦納帝國可以發動二十萬人的大軍，弓箭手高達四萬人，甚至有騎兵部隊。
該帝國因為一度壟斷了西非的黃金交易（後來被馬里帝國取代），日常生活又幾乎都與黃金有關，迦納帝國又被稱為「黃金國度」。

## 歷史
300年前後，迦納帝国在塞内加尔河至尼日河上游之間建立。
7世紀後，伊斯蘭教的勢力擴張至北非，但迦納一直獨立於伊斯蘭世界之外，並進入了疆域最為遼闊的時期。
11世紀，摩洛哥地區伊斯兰化的穆拉比特王朝興起，於1062年入侵迦納，被擊退；不過到了1076年，穆拉比特王國終於攻陷迦納的首都昆比萨利赫（昆比萨利赫是否為加納帝國首都尚有爭議），逼迫當地人民改信伊斯蘭教。然而穆拉比特王朝的建設是破壞性的，它雖然征服了迦納帝國卻無法有效統治帝國原有的區域，使的各地陷入小邦林立的局面。此後雖然迦納重新獲得土地，領土卻大為縮小，僅能有效統治奧卡（Aukar）與巴西庫努（Bassikunu）。最終衰微，被馬里帝國併吞。